# レイネスコエロセラス亜科
レイネスコエロセラス亜科（学名 : Reynesocoeloceratinae）は、プリンスバッキアン期に生息していた前期ジュラ紀のアンモナイトの属からなる。これらのダクティリオセラス科はIbexアンモナイト帯から存在し、Spinatum帯で絶滅した。メタデロセラスから進化し、ダクティリオセラス亜科を誕生させた。

## 説明
アンモナイトの殻は窪んでおり、樽状、あるいは螺旋状に進化している。また、一部には結節が存在した。肋は1本の場合もあれば、2本に分岐する場合もある。この亜科のなかには大きさに二型性を示すものもある。ダクティリオセラス亜科とは縫合線によって区別される。レイネスコエロセラス亜科では肋の縁側に2つの主要な突起があるが、ダクティリオセラス亜科ではそうではなく、外鞍部は分かれず、突起は強い3稜である。

## 下位分類群
- レイネスコエロセラス亜科 Dommergues, 1986
  - レイネスコエロセラス Géczy, 1976
  - ベットニセラス Wiedenmayer, 1977
  - プロダクティリオセラス Spath, 1923
  - セトノセラス Wiedenmayer, 1977